# Ti prendo e ti porto via (singolo)
Ti prendo e ti porto via è il secondo singolo proveniente dall'album Stupido hotel del cantautore Vasco Rossi. Il brano è uscito a giugno 2001, permettendogli di vincere il Festivalbar per la terza e ultima volta in carriera, nonché di ottenere un grande riscontro radiofonico durante l'estate.

## Descrizione
Il cantante dichiarò che scrisse la canzone ispirandosi ad un romanzo dello scrittore Niccolò Ammaniti, intitolato appunto Ti prendo e ti porto via.
La casa automobilistica FIAT, che già in precedenza aveva usato alcune canzoni di Vasco come colonne sonore dei propri spot televisivi, scelse questa canzone per pubblicizzare la Grande Punto, ma il rocker di Zocca rifiutò perché non ne condivideva lo spirito.
Il video della canzone contiene spezzoni dello Stupido hotel tour, che segue il tour del 2001.

## Formazione
- Vasco Rossi - voce
- Vinnie Colaiuta - batteria
- Frank Nemola - tastiera, programmazione
- Stef Burns - chitarra elettrica
- Luca Bignardi - programmazione
- Celso Valli - tastiera
- Michael Landau - chitarra elettrica
- Nando Bonini - cori
- Silvio Pozzoli - cori

## Classifiche

### Classifiche settimanali
| Classifica (2001) | Posizione massima |
| ----------------- | ----------------- |
| Italia            | 10                |

### Classifiche di fine anno
| Classifica (2001) | Posizione |
| ----------------- | --------- |
| Italia            | 64        |